# Бринськ
Бринськ (пол. Bryńsk, нім. Langendorf) — село в Польщі, у гміні Лідзбарк Дзялдовського повіту Вармінсько-Мазурського воєводства.
Населення — 508 осіб (2011).
У 1975-1998 роках село належало до Цехановського воєводства.

## Демографія
Демографічна структура станом на 31 березня 2011 року:
|          | Загалом | Допрацездатний вік | Працездатний вік | Постпрацездатний вік |
| -------- | ------- | ------------------ | ---------------- | -------------------- |
| Чоловіки | 263     | 62                 | 174              | 27                   |
| Жінки    | 245     | 53                 | 142              | 50                   |
| Разом    | 508     | 115                | 316              | 77                   |